# Mâna lui Oberon
Mâna lui Oberon (1976) (titlu original The Hand of Oberon) este a patra carte a Cronicilor Amberului, scrise de Roger Zelazny. Inițial, a fost serializată în Galaxy Science Fiction.

## Intriga
Corwin, Random și Ganelon merg la Modelul Primordial și văd că este avariat, o pată neagră acoperindu-l din centru până la una din margini, având forma Văii lui Garnath. În mijlocul modelului se găsește și o pereche de obiecte: un pumnal și un Atu zdrențuit. Dintr-o peșteră iese un animal asemănător unui grifon, iar alul speriat al lui Random sare în model, unde este sfâșiat de o tornadă în culorile curcubeului. Random lasă o picătură de sânge să cadă pe model, iar cei trei își dau seama că Atuul fusese folosit pentru a arunca sânge pe model, Corwin recunoscând stilul lui Brand pe el, iar Random că îi aparținuse fiului lui Rebman, Martin.
Ganelon îi propune lui Corwin să folosească Atuul pentru a-l contacta pe Benedict, care îi aduce pe muntele Kolvir. Random și Benedict îl caută pe Martin prin umbre, în timp ce Corwin revine în Amber, unde își dă seama că nu dorește, de fapt, tronul, ci doar să repare dezastrul care îl afectează. Vizitând celula în care fusese închis, Corwin folosește Atuul desenat pe perete de Dworkin pentru a se proiecta în camera vrăjitorului nebun. Dworkin îl ia pe post de Oberon și îi dezvăluie că el, Dworkin, este tatăl lui Oberon (mama lui fiind Unicornul), iar Modelul l-a construit folosind Giuvaierul Judecății, primit de la Unicorn după ce a fugit din Haos. În continuare, Dworkin descrie cum pot fi reparate stricăciunile Modelului dacă el s-ar autodistruge, ștergând Modelul și permițându-i lui Oberon să deseneze altul. O altă metodă ar fi folosirea Giuvaierului Judecății, dar asta ar putea fi fatal persoanei care ar încerca-o. Pierzându-și controlul, Dworkin se transformă într-un animal monstruos, de urmărirea căruia Corwin reușește să scape folosind un Atu.
Astfel, ajunge la Curțile Haosului, unde își amintește că fusese adus în copilărie de către Oberon, pentru a înțelege că acestea și nu Amberul sunt adevărata sursă a întregii creații. Corwin este atacat de un călăreț, pe care îl înfrânge și de un om cu arbaletă, care însă îl recunoaște datorită sabiei și îi cruță viața.
Contactându-l pe Gérard prin intermediul Atuului, Corwin află că, din cauza diferenței temporale dintre Haos și Amber, el lipsește deja de opt zile. Corwin îi duce lui Brand Atuul zdrențuit al lui Martin, iar acesta recunoaște că el l-a înjunghiat pe tânăr, pentru a avaria Modelul și a-l putea captura pe Oberon. El încearcă să îl convingă pe Corwin să folosească Atuul pentru a-i ucide pe Bleys și pe Fiona, precum și să îi dea Giuvaierul, dar Corwin refuză.
Corwin este contactat de Ganelon și de Benedict, care are acum brațul metalic din Tir-na Nog'th, și îi dă fratelui său Atuul Haosului. Gérard sosește prin intermediul Atuului și îl atacă pe Corwin, convins că acesta l-a ucis pe Brand, care lipsește și a cărui cameră e plină de sânge. Cu ajutorul lui Ganelon, Corwin reușește să fugă în pădurea Arden, sperând să găsească Giuvaierul de pe Pământ. Julian îl salvează de atacul unei manticore și îi dezvăluie că triumviratul Eric-Julian-Caine avea rolul de a opri planul lui Brand și de a-l împiedica pe Bleys să revendice tronul. El îl mai informează și despre puterile ciudate pe care le-a dobândit Brand, una dintre ele permițându-i teleportarea lui și a altor obiecte prin umbre fără mijlocirea unui Atu.
Revenit pe Pământ, Corwin descoperă că Giuvaierul Judecății, pe care îl ascunsese, a dispărut, depistând cu ajutorul lui Bill Roth că a intrat în posesia unui artist roșcovan. Corwin contactează Amberul și cere să se pune gărzi la Modelele din Amber și Rebma, pentru a-l împiedica pe Brand să se acordeze cu Giuvaierul. Fiona vine și ea pe Pământ și îl duce pe Corwin la Modelul Primordial și îi destăinuie că ea și cu Bleys l-au închis pe Brand deoarece acesta decisese să distrugă Modelul și să îl recreeze, redesenând multiversul după bunul plac, dar l-au ținut în viață pentru că au sperat să îi poată ajuta să repare Modelul. Ea îi explică și că Brand a vrut să îl ucidă pe Pământ, deoarece a văzut într-o viziune în Tir-na Nog'th că el, Corwin, îl va învinge.
Ajunși la model, ei constată că Brand se află deja acolo. Corwin îl urmează în Model și, când se apropie suficient, îi cere Giuvaierului să producă o tornadă, care îl îndepărtează pe Brand. Lăsând-o pe Fiona să păzească Modelul, Corwin merge să îi întâlnească pe Random și Martin, aflând povestea modului în care cel din urmă fusese atacat de Brand și a faptului că o întâlnise pe Dara în umbre. De la Ganelon, Corwin află că Tir-na Nog'th urmează să apară în acea noapte, permițându-i lui Brand să folosească Modelul pentru a se acorda, astfel că decide să îl plaseze pe Benedict în Modelul din Amber, pregătit să se teleporteze acolo în momentul apariției.
Tir-na Nog'th apare, Benedict se teleportează, iar Brand încearcă să îl convingă să îi permită recrearea Modelului. Benedict refuză, iar Brand îl îngheață, parcurgând Modelul și acordându-se cu Giuvaierul; totuși, brațul metalic al lui Benedict acționează de unul singur, distrugând Giuvaierul și sugrumându-l pe Brand, care scapă cu greu, teleportându-se. Corwin și Benedict sunt de acord că prezența brațului la momentul și la locul potrivit reprezintă o coincidență improbabilă și că, cel mai probabil, a fost o armă călăuzită de Oberon. Folosind Atuul lui Oberon, îl contactează cu ușurință și descoperă că el era, de fapt, Ganelon.

## Apariția autorului în acțiunea romanului
Când Corwin coboară în subteranele castelului din Amber pentru a căuta fosta sa celulă, îl întâlnește pe Roger Zelazny. Autorul se descrie ca o "...siluetă uscățivă, cadaverică... trăgând din pipă și rânjind". În discuția sa cu Corwin, Roger declară că, în prezent, scrie "...un roman filosofic de dragoste presărat cu elemente de groază și morbide". Aceasta poate fi, sau nu, o descriere nu foarte subtilă a întregii serii a Cronicilor Amberului.